# EHMT1
EHMT1‏ (Euchromatic histone lysine methyltransferase 1) هوَ بروتين يُشَفر بواسطة جين EHMT1 في الإنسان.